# 제44회 금마장
제44회 금마장은 2007년 11월 23일에 열린 시상식이다.

## 수상 및 후보

### 장편영화상
- 색, 계 - 이안 수상

### 감독상
- 색, 계 - 이안 수상

### 남우주연상
- 색, 계 - 양조위 수상

### 여우주연상
- 더 홈 송 스토리즈 - 조안 첸 수상

### 남우조연상
- 드러머 - 양가휘 수상

### 여우조연상
- 사랑에서 영혼으로 - 판빙빙 수상

### 신인배우상
- 색, 계 - 탕웨이 수상

### 각본상
- 더 홈 송 스토리즈 - 토니 에이리스 수상

### 각색상
- 색, 계 - 왕휘링 수상

### 액션감독상
- 도화선 - 견자단 수상

### 영화음악상
- 색, 계 - 알렉상드르 데스플라 수상

### 분장/의상디자인상
- 색, 계 - Lai Pan 수상

### 시각효과상
- 말할 수 없는 비밀 - 빅터 웡 외1명 수상

### 상영작
- 색, 계 - 이안
- 더 홈 송 스토리즈 - 토니 에이리스
- 낙엽귀근 - 장양
- what on earth have i done wrong?! - Niu Chen-zer
- C+ 탐정 - 옥사이드 팽
- 저스트 팰로우 로우 - 잭 네오
- 천공의 눈 - 유내해
- 전고 - 케네스 비
- 남아본색 - 진목승
- 운수요 - 윤력
- 사랑에서 영혼으로 - 등화도
- 말할 수 없는 비밀 - 저우제룬
- 기인결정아애니 - 리윤찬
- 가장 먼 길 - 린 징지에
- 여름의 끝자락 - 청 원탕
- 신 인간 개 - 천 싱잉
- 묵공 - 장지량
- 군계 - 정 바오루이
- 여명
- 881 - 로이스톤 탄
- The Wall-Passer - Hung Hung
- 상성: 상처받은 도시 - 유위강
- 쌍자신투 - 장다오하이
- 스파이더 릴리 - 제로 추
- 6호 출구 - 린유쉰
- 도화선 - 엽위신
- 천당구 - 진혁리
- 헐리우드 차이니즈 - 아서 동
- Exotic Exoticism: Plants Wars - Asio Liu
- Temptation - Josh Yeh
- Father’s Finger - Yang Shih-Yi
- 니에토 교수의 애니메이션 강의 - 루이스 니에토
- 도그 데이즈 - 제프리 드 클리시
- Their Circumstances - JiHyun Ahn
- A Magical Mole - Ling Tzu-ling 외 6명
- 까칠한 자매 - 루이스 쿡
- Nothing Happened Today - Reka Gacs
- The Legend of the Slow Man - Armando Del Rio
- 살인병기 그녀 - 가브리엘 이바네즈
- FACES - 홀게르 에른스트
- Fly Out Blue - Jack Shih
- 0.08 - 요한 크래머
- 히트 더 플로어 - 케이스 칼릴
- 살바도르 - 압델라티프 휘다르
- Futures - Robert Seidel
- Travelers Insurance - Snowball commercial - Dante Ariola
- Tournis - François Vogel
- 브레이크아웃 - 아르노 드뮝크
- 질식 - 끌로드 샤봇
- 레이몬드
- Meischeid - Mathieu Auvray
- 테일 오브 하우 - Ree Treweek 외2명
- Scent - Pota Tseng
- 오버 더 힐 - 피터 베인턴
- 마토보 - 스테파니 마추렛
- 포유동물 - 아스트리드 리져
- Irinka and Sandrinka - Sandrine Stoianov
- Ark - 그르제고르스 욘카티스
- 다치구이시 열전 - 오시이 마모루
- 런던에서 온 사나이 - 벨라 타르
- 도끼에 손대지 마 - 자크 리베트
- 유, 더 리빙 - 로이 앤더슨
- 알렉산드라 - 알렉산더 소쿠로프
- 둘로 잘린 소녀 - 끌로드 샤브롤
- 목격자들 - 앙드레 테시네
- 그들 각자의 영화관 - 테오도로스 앙겔로플로스
- 러브 송 - 크리스토프 오노레
- 오프사이드 - 자파르 파나히
- 페르세폴리스 - 뱅상 파로노드
- 인터뷰 - 스티브 부세미
- 모가리의 숲 - 가와세 나오미
- 남경 - 빌 구텐타그 외 1명
- 페이 그림 - 할 하틀리
- 비겁한 로버트 포드의 제시 제임스 암살 - 앤드류 도미닉
- 다즐링 주식회사 - 웨스 앤더슨
- 숨 - 김기덕
- 보이지 않는 - 위시트 사사나티엥
- 플로이 - 펜엑 라타나루앙
- 비밀 - 안와르 조코
- 영원으로 가는 사흘 - 리리 리자
- 구루 - 마니 라트남
- 투리 - 아우라에우스 솔리토
- 더 레블 - 영웅의 피 - 트룩 찰리 뉴엔
- 여름연가 - 야스민 아흐마드
- 구브라 - 야스민 아흐마드
- 세펫 - 야스민 아흐마드
- 라번 - 야스민 아흐마드
- 4개월, 3주... 그리고 2일 - 크리스티안 문주
- 캘리포니아 드리밍 - 크리스티앙 네메스쿠
- 내가 세상의 마지막을 보낸 방법 - 카탈린 미튤레스쿠
- 그때 거기 있었습니까? - 코르넬리우 포룸보이우
- 내겐 너무 멋진 서쪽 나라 - 크리스티안 문주
- 루마니아 단편선 - 크리스티앙 네메스쿠 외 2명
- 배중률 - 중간 배척의 원리 - 뤼시앙 핀틸리
- 고문 기술자의 고백 - 뤼시앙 핀틸리
- 종착역 - 뤼시앙 핀틸리
- 참나무 - 뤼시앙 핀틸리
- 재구성 - 뤼시앙 핀틸리
- 로스트 인 베이징 - 리 위
- 태양은 다시 떠오른다 - 강문
- 투야의 결혼 - 왕취엔안
- 문도 - 어동솅
- 드러머 - 케네스 비
- 방가 - 나지량
- 히말라야의 왕자 - Sherwood Hu
- Waterfront Villa Bonita - Lou Yi-An
- Metamorphosis - Sim Seow Khee
- Summer of Magic - Wang Cheng-Yang
- Shopping Cart Boy - Hou Chi-Ja
- My Superpower Girl - 디제이 첸
- Darling, how are you? - Michelle Chu
- Summer - Xia Shao-Yu
- 형은 외아들 - 다니엘레 루체티
- 타인 - 아리엘 로테르
- 슈리 인 더 스카이 - 카림 아이누즈
- 앨리스의 집 - 치코 테이세이라
- 유레루 - 니시카와 미와
- 엠프티스 - 얀 스베락
- 수입/수출 - 울리히 사히들
- 침묵의 빛 - 카를로스 레이가다스
- 추방 - 안드레이 즈비아긴체프
- 살인의 기억 - 발타자르 코루마쿠르
- 실비아의 도시 - 호세 루이스 구에린
- 언파리쉬트 - 피아 마라이스
- 젤리피쉬 - 쉬라 게픈
- 칠드런 - 라그나 브라가손
- 페어런트 - 라그나 브라가손
- 아웃 오브 더 블루 - 로버트 사키스
- 다른 반쪽 - 잉량
- 악단의 방문 - 에란 콜리린
- 런던에서 브라이튼까지 - 폴 앤드류 윌리엄스
- 디스 이즈 잉글랜드 - 셰인 메도우스
- 할람 포 - 데이빗 맥킨지
- 트레이시: 파편들 - 브루스 맥도널드
- 바나자 - 라즈네쉬 도말팔리
- 글루 - 알렉시스 도스 산토스
- 써틴 프린세스 트리스 - 뤼러
- 우리 부모가 휴가를 떠난 해 - 까우 앙부르게르
- 천연 꼬꼬댁 - 야마시타 노부히로
- XXY - 루시아 푸엔조
- 파라노이드 파크 - 구스 반 산트
- Sweet and short Collection - 엘리사 밀러 외 4명
- 철콘 근크리트 - 마이클 아리아스
- 천년여우 여우비 - 이성강
- Max & Co - 프레데릭 길라우메 외 1명
- 히어스 룩킹 앳 유, 보이 - 앙드레 샤퍼
- Von Einem Der Auszog - Marcel Wehn
- 도시의 앨리스 - 빔 벤더스
- 브랜도 - 미미 프리드먼
- 디스 필시 월드 - 제프 갈린
- 헤어스프레이 - 존 워터스
- 이치카와 콘 이야기 - 이와이 슌지
- 아임 낫 데어 - 토드 헤인즈
- 대니 윌리엄스와 워홀 팩토리 - 에스더 로빈슨
- 요시토모 나라와의 여행 - 사카베 코지
- 애니 레보비츠: 렌즈를 통해 들여다본 삶 - 바바라 레보비츠
- 라거펠트 콘피덴셜 - 로돌페 마르코니
- 레드 블룸 인 더 스노우 - 이한상
- Many Enchanting Nights - 이한상
- Many Enchanting Nights, Part II - 이한상
- At Dawn - 이한상
- The Winter - 이한상
- Storm over the Yang-Tse River - 이한상
- The Story of Tin-Ying - 이한상
- 희로애락 - 호금전 외 3명
- 영춘각지풍파 - 호금전
- 충렬도 - 호금전
- 공산영우 - 호금전
- All the King's Men - 호금전
- 대윤회 - 호금전 외 2명
- 광음적고사 - 에드워드 양
- 타이페이 스토리 - 에드워드 양
- 공포분자 - 에드워드 양
- 고령가 소년 살인사건 - 에드워드 양
- 마작 - 에드워드 양
- 하나 그리고 둘 - 에드워드 양
- 헤이마 - 딘 데블로이스
- 조 스트럼머 - 줄리엔 템플
- 스콧 워커 - 30세기 남자 - 스티븐 키잭
- 고향의 메아리 - 스테판 슈비에테트
- 다프트 펑크의 일렉트로마 - 토머스 방갈테르
- 블랙 쉽 - 조나단 킹
- 그것에 관하여 - 스티브 앤더슨
- 아치와 씨팍 - 조범진
- 마이코 한!!! - 미즈타 노부오
- Shadows - Milcho Manchevsk
- 대일본인 - 마츠모토 히토시
- Crazy and Short Collection - 루이 니에토 외 3명